# Зера
Стадіон Мілтон Корреа (порт. Estádio Milton Corrêa) — багатоцільовий стадіон, розташований в місті Макапа, Бразилія. Використовується здебільшого для футбольних поєдинків. Стадіон вміщує 10 000 людей, і був збудований в 1990. Назва Зера (порт. Zerão) і популярність стадіону походять з того факту що лінія півзахисту розташована точно на екваторі, таким чином кожна команда на полі захищає одну півкулю.

## Історія
В 1990 році будівництво стадіону завершилося. Спочатку його було названо в честь Айртон Сенна, водія Формули-1. Інавгураційній матч був зіграний 17 жовтня того ж року. Рекордна відвідуваність в 10 000 була зафіксована під час цього матчу.
В 1994 році, після смерті колишнього президента футбольної асоціації штату Амапи — Мілтона де Соуза Корреа, стадіон був перейменований в його теперішню назву.